# 漢懷陵
懷陵，是中国东汉皇帝汉冲帝刘炳的陵园，位于河南省洛阳市西北。
汉顺帝建康元年（144年）八月初六，汉冲帝即位。汉冲帝永嘉元年（145年）正月初六，汉冲帝驾崩。正月廿七，汉冲帝葬在其父汉顺帝宪陵茔内。山方一百八十三步，高四丈六尺。为寝殿行马四出，门、园寺吏在殿东，堤封田五顷八十亩。2001年，作为邙山陵墓群的一部分入选第五批全国重点文物保护单位。